# Cinnyris coquerellii
Cinnyris coquerellii là một loài chim trong họ Nectariniidae.